# Svatotomášská hornatina
Svatotomášská hornatina (německy St. Thomagebirge nebo Skt. Thomasgebirge) je fytogeografický okres (ČSAV 1987) či podokres (Skalický 1988) táhnoucí se na pravém břehu Lipenské přehrady přibližně od Rakouské zátoky po Vyšší Brod v okrese Český Krumlov. Nejvyšším vrcholem je Vítkův kámen.
Názvem Svatotomášská hornatina se v 19. století označovala i hornatina na Šumavě přibližně od Dolní Vltavice po Přední Výtoň (dříve též i Hýrov), či až k Vyššímu Brodu.
Oblast Svatotomášské hornatiny spadá do Chráněné krajinné oblasti Šumava a je součástí evropsky významné lokality Šumava. Zachovaly se zde porosty v pralesovité, resp. málo narušené podobě. Jsou zde přírodní rezervace Medvědi hora, Spáleniště, Světlá a přírodní památka Jasánky.

## Název
Označení hornatiny bylo pojmenováno po osadě Sv. Tomáše a hornatina také byla označována jako St. Thoma-Gebirge nebo St. Thomas Gebirge (pohoří Svatého Tomáše nebo hory svatého Tomáše), někdy také Thomasberg (Svatotomášská hora, hora sv. Tomáše nebo také hřbet Svatého Tomáše).

## Jazyková poznámka
Podle současných pravidel českého pravopisu se v podobných případech první písmeno názvu po obecném pojmenování má psát s velkým písmenem (tedy např. pohoří Sv./Svatého Tomáše), dříve se nicméně i toto jméno chápalo jako obecné pojmenování a psalo se s písmenem malým (stejně jako dosud u názvů kostelů, čili pohoří sv./svatého Tomáše stejně jako (dosud) kostel sv./svatého Tomáše).

## Nejvyšší vrchol
- Vítkův kámen